# Ron Greenwood
Ronald Greenwood (ur. 11 listopada 1921 w Worsthorne, zm. 8 lutego 2006 w Sudbury) – angielski piłkarz i trener piłkarski. Od 1977 do 1982 roku był selekcjonerem reprezentacji Anglii, którą prowadził na Mistrzostwach Europy 1980 i Mistrzostwach Świata 1982. Wcześniej przez trzynaście lat trenował piłkarzy West Hamu United. W 1965 roku doprowadził ich do triumfu w Pucharze Zdobywców Pucharów.

## Kariera piłkarska
Urodził się w niewielkiej wsi niedaleko Burnley, ale jego rodzina szybko przeniosła się do Londynu. Piłkarską karierę zaczynał w Chelsea F.C. W czasie II wojny światowej służył w RAF-ie w Irlandii Północnej.
Po wojnie grał jeszcze w Bradfordzie, Brentfordzie, ponownie w Chelsea, z którą w 1955 roku zdobył mistrzostwo Anglii, a karierę zakończył rok po tym wydarzeniu w barwach Fulham F.C. Miał wówczas 35 lat.

## Sukcesy piłkarskie
- mistrzostwo Anglii 1955 z Chelsea F.C.

## Kariera szkoleniowa
Przygodę szkoleniową zaczynał w małym klubie Eastbourne United. Później był trenerem drużyny piłkarskiej na Uniwersytecie Oksfordzkim. W połowie lat 50. rozpoczął pracę w Angielskiej Federacji Piłkarskiej, w której zatrudniony został na stanowisku selekcjonera reprezentacji młodzieżowej. Łączył ją z posadą asystenta George’a Swindina w Arsenal FC.
W 1961 roku został szkoleniowcem West Hamu United. W londyńskim klubie pracował przez trzynaście lat zdobywając z nim największe sukcesy w jego historii. W 1964 roku zespół, w którym grali przyszli mistrzowie świata Bobby Moore, Martin Peters i Geoff Hurst, sięgnął po Puchar Anglii, a rok później po zwycięstwie 2:0 nad TSV Monachium po dwóch golach Alana Sealeya triumfował w Pucharze Zdobywców Pucharów. W latach 1974–1977 Greenwood był dyrektorem technicznym w klubie.
Po niespodziewanej rezygnacji selekcjonera reprezentacji Anglii Dona Reviego we wrześniu 1977 roku tymczasowo przejął obowiązki trenera kadry. Po udanym zakończeniu przegranych eliminacji do Mistrzostw Świata 1978 (2:0 z Włochami) Greenwoodowi zaproponowano stały kontrakt. Wprowadził Synów Albionu do Mistrzostw Europy 1980, ale remis 1:1 z Belgią i wygrana 2:1 z Hiszpanią okazały się niewystarczające do wyjścia z grupy (wcześniej ulegli 0:1 Włochom). Dwa lata później Anglicy grali na Mundialu i, mimo iż nie przegrali żadnego meczu i stracili tylko jednego gola, również nie odegrali znaczącej roli. Rozgrywki grupowe zakończyli na pierwszym miejscu (3:1 z Francją, 2:0 z Czechosłowacją i 1:0 z Kuwejtem), ale w drugiej rundzie zanotowali tylko dwa bezbramkowe remisy (z RFN i Hiszpanią), i musieli wracać do domu. Po mistrzostwach Greenwooda zastąpił Bobby Robson.
Greenwood nigdy później nie powrócił do pracy trenerskiej. W latach 80. i na początku 90. pracował jako komentator sportowy dla radia BBC. Zmarł po ciężkiej chorobie w lutym 2006 roku w wieku 84 lat. Odznaczony Komandorią Orderu Imperium Brytyjskiego (CBE).

## Sukcesy szkoleniowe
- Puchar Anglii 1964, Puchar Zdobywców Pucharów 1965 oraz finał Pucharu Zdobywców Pucharów 1976 z West Hamem United
- runda grupowa mistrzostw Europy 1980 i druga runda mistrzostw świata 1982 z reprezentacją Anglii